# Api Claudi Pulcre (cònsol 185 aC)
Api Claudi Pulcre (llatí: Appius Claudius Ap. f. P. n. Pulcher) va ser un magistrat romà del segle ii aC. Era fill d'Api Claudi Pulcre, cònsol l'any 212 aC, i germà de Publi Claudi Pulcre, cònsol el 184 aC.
L'any 197 aC i fins al 195 aC va ser tribú militar i va servir sota Tit Quinti Flaminí a Grècia en la guerra contra Filip V de Macedònia.
L'any 191 aC era altre cop a Grècia servint sota Marc Bebi Tàmfil contra Antíoc III el Gran, i més tard sota el cònsol Marc Acili Glabrió contra els etolis. El 187 aC va ser pretor i li va correspondre la regió de Tàrent com a província.
El 185 aC va ser elegit cònsol juntament amb Marc Semproni Tudità i va derrotar parcialment als ingauns lígurs. Va interferir violentament als comicis per afavorir l'elecció del seu germà Publi al consolat. Va dirigir una ambaixada al rei Filip V de Macedònia l'any 184 aC, quan se sospitava que aquest rei preparava una nova guerra, i el 176 aC va ser enviat com ambaixador a la Lliga Etòlia on es va oposar a la influència de Perseu de Macedònia.